# Государственный министр по вопросам промышленности и декарбонизации Великобритании
Государственный министр по вопросам промышленности и декарбонизации (англ. Minister of State for Industry and Decarbonisation) — это должность среднего уровня в Департаменте энергетической безопасности и декарбонизации в правительстве Великобритании.
Эта роль ранее была частью портфеля, принадлежавшего министру энергетики и изменения климата.
До 2023 года работа министра относилась к министерству бизнеса, энергетики и промышленной стратегии.

## История
Эта роль ранее была известна как Министр по энергетике в министерстве энергетики и изменения климата.
В январе 2021 года Энн-Мари Тревельян сменила Квази Квартенга на посту Государственного министра по вопросам бизнеса, энергетики и чистого роста в министерстве бизнеса, энергетики и промышленной стратегии.
Грег Хэндс заменил Тревельян на перестановке в британском кабинете министров в 2021 году.
Эта роль была известна как Министр по вопросам энергетической безопасности и нулевых выбросов до 2024 года.

## Обязанности
Министр отвечает за следующее:
- углеродные бюджеты
- зелёное финансирование
- энергоэффективность и отопление, включая топливную бедность
- чистое отопление
- низкоуглеродное производство энергии
- рынки розничной торговли электроэнергией
- нефть и газ, включая сланцевый газ
- безопасность снабжения
- оптовые рынки электроэнергии и газа и сети
- международная энергетика
- энергетика и климат ЕС
- энергетическая безопасность, включая устойчивость и планирование в чрезвычайных ситуациях